# Ombre sur Elveron
Pour plus de détails, voir Fiche technique et Distribution.
Ombre sur Elveron (titre original : Shadow over Elveron) est un téléfilm américain de James Goldstone diffusé en 1968.

## Fiche technique
- Titre original : Shadow over Elveron
- Réalisation : James Goldstone
- Scénario : Chester Krumholz d'après le roman de Michael Kingsley
- Directeur de la photographie : William Margulies
- Montage : Edward Biery
- Musique : Leonard Rosenman
- Costumes : Burton Miller
- Production : Jack Laird
- Genre : Policier, drame et thriller
- Pays :  États-Unis
- Durée : 106 minutes
- Date de diffusion
  -  États-Unis : 5 mars 1968

## Distribution
- James Franciscus (VF : Jacques Thébault) : Dr Matthew Tregaskis
- Shirley Knight : Joanne Tregaskis
- Leslie Nielsen (VF : William Sabatier) : shérif Verne Drover
- Franchot Tone (VF : Jean-Henri Chambois) : Barney Conners
- James Dunn (VF : Pierre Collet) : Luke Travers
- Don Ameche (VF : Claude Bertrand) : Justin Pettit
- Vic Dana : Tino
- Thomas Gomez : Arturo Silvera
- Josephine Hutchinson : Emily Maslan
- Wright King : Dr Parker
- Stuart Erwin : Merle
- Jill Banner : Jessie Drover
- Clinton Sundberg : Gordon Yeager
- Robert Osterloh : le député Ed Kelly
- Kent McWhirter : le petit ami de Jessie
- Rory Mallinson : Frank
- Claire Carleton : Mme Travers